# Azetidine
| Azetidine                               |
| --------------------------------------- |
| Azetidine (allgemeine Formel)           |
| Azetidin                                |
| (S)-Azetidin-2-carbonsäure (Aminosäure) |

Azetidine sind heterocyclische organisch-chemische Stoffe, die einen Vierring, bestehend aus einem Stickstoffatom und drei Kohlenstoffatomen, enthalten.
Besondere Bedeutung besitzen die von den Azetidinen abgeleitete Stoffgruppe der Azetidin-2-one (β-Lactame), Penicilline und Cephalosporine die als Arzneistoffe (Antibiotica) verwendet werden. (S)-Azetidin-2-carbonsäure ist eine nichtproteinogene Aminosäure, die in Maiglöckchen (Convallaria majalis) und in geringen Mengen in Zuckerrüben vorkommt, also ein Naturstoff ist.

## Herstellung
Azetidin kann aus der thermischen Umsetzung von 1,3-Diaminopropan mit Salzsäure erhalten werden.
N-alkylierte 3-Hydroxyazetidine können durch Umsetzung der entsprechenden primären Amine mit Epichlorhydrin bei ca. 0 °C und anschließendem Erwärmen auf ca. 70 °C erhalten werden. Werden sekundäre Amine eingesetzt, erhält man quartäre di-N-substituierte 3-Hydroxyazetidine.